# Dalkia
Dalkia är ett franskt företag inom energitjänster. Företaget är ett dotterbolag till den franska energikoncernen EDF. 
Företaget hade tidigare bolag i flera länder, bland annat Sverige. År 2013 kom de dåvarande ägarna EDF och Veolia överens om att EDF skulle överta verksamheten i Frankrike under namnet Dalkia och att Veolia tog över den internationella verksamheten.  Som en följd av det blev Dalkia Norden 2015 en del av Veolia Norden.